# Новодачний провулок
Новода́чний прову́лок — провулок у Солом'янському районі міста Києва, місцевість Олександрівська слобідка. Пролягає від вулиці Григорія Кочура до кінця забудови поблизу Преображенської вулиці.

## Історія
Провулок виник на початку ХХ століття, мав таку ж назву (проходив поблизу Дачної вулиці), 1955 року частину провулку разом з Успенською вулицею було об'єднано під назвою Херсонська вулиця. Після ліквідації вулиці у 2-й половині 1970-х років має сучасний вигляд та межі (має вигляд невеликого тупикового проїзду з декількома приватними будинками).

## Установи
- № 6 Дитячий садок № 625 «Оленка».

### Будинки
| № будинку | серія                                     | кількість поверхів | дата спорудження |
| --------- | ----------------------------------------- | ------------------ | ---------------- |
| 3         | індивідуальний проект (приватний будинок) | 2                  |                  |
| 5         | індивідуальний проект (приватний будинок) | 1                  |                  |
| 6         | індивідуальний проект (дитячий садок)     | 2                  |                  |